# Bigbang Vol. 1

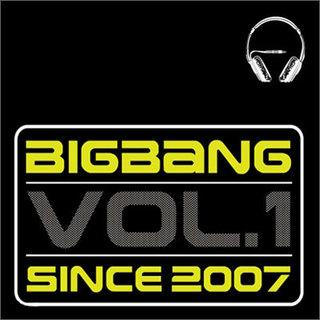
Copertina dell'album

Bigbang Vol. 1 è il primo album in studio del gruppo musicale sudcoreano Big Bang, pubblicato il 22 dicembre 2006 dalla YG Entertainment.

## Tracce
1. Intro (Big Bang) – 0:26 (Big Bang, Perry)
2. She Can't Get Enough – 3:29 (Kim Eana, G-Dragon, Carlos Adaamick Mendoza, Robbi Nevil, Bradley Spalter, Michael Norfleet, Jean Rodriguez, Wesly Rodriguez, Phillip White)
3. Dirty Cash – 3:14 (072, G-Dragon, Andy Love, Jos Jorgensen)
4. Seungri – Next Day (다음날?) – 4:03 (Sim Jae Hee, Derek Bramble)
5. T.O.P – Big Boy (feat. Lee Eun-joo) – 3:18 (T.O.P, Brave Brothers)
6. Shake It (feat. Lee Eun-joo) (흔들어?) – 3:46 (G-Dragon, Brave Brothers)
7. A Fool of Tears (눈물뿐인 바보?) – 4:03 (G-Dragon, An Young Min, Jeon Seung Woo)
8. Taeyang – My Girl – 3:52 (G-Dragon, Israel Dwaine, Cruz)
9. La La La – 3:00 (Big Bang, Perry)
10. G-Dragon – This Love – 3:31 (G-Dragon, James Valentine, Adam Levine, Ryan Dusick, Mickey Madden, Jesse Carmichael)
11. Kang Dae-sung – Try Smiling (웃어본다?) – 4:12 (An Young Min, Lee Ryu Won)